# Volt Portugal
Volt Portugal ist eine progressive und euroföderalistische Partei in Portugal. Sie ist ein Ableger von Volt Europa und wurde im Juni 2020 offiziell als 25. Partei des Landes zugelassen. Seither trat Volt bei der Kommunalwahl 2021 und bei den nationalen Parlamentswahlen 2022 und 2024 an, ebenso bei der Europawahl 2024.

Karte der anderen Verbände von Volt Europa

## Inhaltliches Profil
Nach Gründung des Dachverbands Volt Europa wurden die „5+1 Challenges“ verabschiedet, welche die fundamentalen Herausforderungen definieren, die die Partei sieht. Es folgte das europäische Grundsatzprogramm Mapping of Policies, das die Grundlage für die Erstellung aller Programme Volts bildet. Seither wurden neben den Mapping of Policies mehrere Dokumente ergänzt. Zusammen mit dem Mapping of Policies bilden diese thematisch begrenzen Dokumente das sogenannte Policy Portfolio, aus welchem sich alle nationalen, regionalen und lokalen Programme ableiten.
Am 18. Dezember 2022 stellte die Partei erstmals ein Wahlprogramm für nationale Parlamentswahlen vor.

### Programmatik
In ihrem Programm für die Parlamentswahl 2022 schlägt Volt eine Wahlrechtsreform vor und will außerdem Verwaltungsregionen in Portugal schaffen, um die Entwicklung des Landesinneren Portugals wieder stärker in den Fokus zu nehmen, was der Partei zufolge vergessen wurde und dazu ein Referendum durchführen.

#### Sozialpolitik und Kultur
Die Partei befürwortet Gleichstellung beim Elternurlaub und kostenlose Kinderkrippen und Kindergärten. Investitionen in eine bessere Ausbildung von Polizeikräften sollen verstärkt, ethnisches Profiling und Polizeigewalt beendet werden.
Kultur und den Zugang für Jugendliche will Volt mit der Einführung und Vergabe von Kulturschecks im Wert von 200 Euro verbessern. Jüdisches Leben in Portugal und die sephardische Gemeinde sollen gefördert werden und die Antragsstellung für eine portugiesische Staatsbürgerschaft der Diaspora transparenter gestaltet werden.
Sozialer Wohnungsbau soll gefördert werden und der Anteil in Städten auf mindestens 10 % angehoben werden. Außerdem schlägt die Partei Programme für Mehrgenerationenhäuser vor. Volt will außerdem, dass die Einführung eines bedingungslosen Grundeinkommens geprüft wird.
Die Partei setzt sich für die Rechte der LGBTQ-Gemeinschaft und Gleichberechtigung ein. Die Partei setzt sich gegen Diskriminierung aufgrund des Geschlechts, sexueller Orientierung, Religion und Herkunft ein.

#### Klimapolitik
Volt sieht Klimaschutz als eine der dringlichsten Herausforderungen und will auf das Ziel hinarbeiten, in Portugal und der EU bis 2035 die Energieversorgung zu Dekarbonisieren und bis 2040 eine Kohlenstoffneutralität von ganz Portugal zu erreichen. Zur Bekämpfung des Klimawandels befürwortet Volt die Abschaffung von Subventionen für fossile Brennstoffe und die Aufnahme von Kernkraft in die grüne Taxonomie der Europäischen Union. Als wichtiges Element der Klimapolitik sieht Volt dabei auch den Ausbau der Bahninfrastruktur, des ÖPNVs und Bekämpfung der Wüstenbildung in Portugal.

#### Digitalpolitik
Zur Bündelung von Expertise auf staatlicher Ebene soll ein Ministerium für Digitalisierung geschaffen werden. Dieses soll nicht nur den Umbau des Staatsapparats fördern, sondern ebenso Fake News und Cyberkriminalität bekämpfen und dabei helfen Bürokratie abzubauen.

#### Wirtschafts- und Finanzpolitik
Die Partei unterstützt eine Senkung der Körperschaftssteuer für Unternehmen die hohe Löhne zahlen und die Einführung neuer Steuern, insbesondere auf gesundheitsschädliche Lebensmittel und Arzneimittel ohne wissenschaftlich nachgewiesenen Nutzen. Die Partei unterstützt außerdem Steuern auf europäischer Ebene. Das Arbeitsrecht soll mit dem der Europäischen Union harmonisiert werden und ein Whistleblower-System zur Bekämpfung von Korruption eingerichtet werden. Arbeitslosenunterstützung soll ausgeweitet werden und Anreize für den Ausbau von Telearbeit gesetzt werden.
Durch die Förderung des Dialog zwischen Unternehmern, Universitäten, Gewerkschaften und öffentlichen Einrichtungen sollen regionale Industriecluster gefördert werden.

#### Wahlrechtsreform
Als Reaktion auf die Probleme bei der Parlamentswahl 2022 forderte Volt eine Reform der Briefwahl und schlägt die Erprobung und Einführung der digitalen Stimmabgabe vor, wie sie bereits in Belgien, Estland und Frankreich möglich ist. So sollen häufige Fehler bei der Briefwahl vermieden werden, die zu ungültigen Stimmen führen und die Auszählung beschleunigt, so wie Kosten der Wahl gesenkt werden. Außerdem sollen die Hürden zur Wahlteilnahme gesenkt werden.

#### Sicherheitspolitik
Volt strebt eine gemeinsame Verteidigungspolitik der EU und eine gemeinsame europäische Armee an. Die Partei ist davon überzeugt, dass nationale Armeen nicht mehr dazu in der Lage sind, die Sicherheit innerhalb Europas zu gewährleisten. Grundlage dazu soll eine stückweise Integration und engere Zusammenarbeit nationaler europäischer Streitkräfte sein. Als Vorbild dafür wird die Zusammenarbeit zwischen Deutschland und den Niederlanden vorgeschlagen, die in einer Integration des niederländischen Heeres in das deutsche Heer gipfelte.

#### Verkehrspolitik
Öffentlicher Nahverkehr soll ausgebaut und mit Blick auf Frequenz, Komfort und Reisedauer verbessert werden, damit der ÖPNV wettbewerbsfähig gegenüber Autos wird. Das Schienennetz in Portugal soll ebenfalls ausgebaut und die Hochgeschwindigkeitslinien von Portugal stärker mit Spanien und dem Rest Europas verknüpft werden. Radwege sollen gefördert werden. Insgesamt strebt die Partei im Verkehrssektor an, Verkehrsinfrastruktur stärker zu vernetzen und die Abhängigkeit von Autoverkehr zu reduzieren.

#### Gesundheitspolitik
Im Bereich des Gesundheitswesen befürwortet die Partei den Abbau von Wartelisten und kritisiert den Zustand des Nationalen Gesundheitsdienstes, niedrige Gehälter und das Abrutschen auf Mindestlohnniveau von Mitarbeitern und fehlende Ruhetage trotz hoher Belastung. Prostitution und der Handel mit weichen Drogen sollen ebenso wie passive Sterbehilfe und Beihilfe zum Suizid legalisiert werden. Ebenso legalisiert werden sollen altruistische Leihmutterschaftsereinbarungen, daneben soll untersucht werden, inwieweit mit einer Legalisierung von Leihmutterschaftsvereinbarungen kommerzieller Art der Schwarzmarkt bekämpft werden kann. Die Partei schlägt mit Blick auf die alternde Bevölkerung vor, den nationalen Gesundheitsdienst auszubauen.
Um gegen die Engpässe im Gesundheitswesen vorzugehen, schlägt die Partei vor, medizinisches Fachpersonal aus dem Ausland anzuwerben und im Ausland erworbene Abschlüsse anzuerkennen.

## Wahlen

### Kommunalwahlen 2021
Bei den Kommunalwahlen im September 2021 trat die Partei in Lissabon (0,58 %), Porto (0,42 %), Tomar (1,36 %), Coimbra (Koalition 43,92 %) und Oeiras (Koalition 7,57 %) an und erhielt dabei ein Mandat in Coimbra. Der unabhängige Europaabgeordnete Francisco Guerreiro unterstützte die Partei bei den Kommunalwahlen.

### Parlamentswahl 2022
Bei den Parlamentswahlen im Januar 2022 trat Volt Portugal erstmals bei einer nationalen Wahl an und war dabei in 19 von 22 Distrikten wählbar. Slogan der Kampagne war „Volt és tu“ (Volt bist du). Ziel der Partei war es, die meisten Stimmen der bisher nicht im Parlament vertretenen Parteien und zwei Mandate zu erreichen. Die Partei erreichte 0,12 % und erhielt damit kein Mandat. Ihr bestes Ergebnis erzielte die Partei im Wahlkreis europäisches Ausland mit 0,61 %. Nachdem 80,32 % der Stimmzettel des Wahlkreises Europa für ungültig erklärt wurden und einer Beschwerde von Volt beim Verfassungsgericht, erklärte das Gericht die Wahl im Wahlkreis für ungültig und ordnete eine Wiederholung an.

### Parlamentswahl 2024
Im November 2023 schlug Volt den Parteien PAN, LIVRE und IL vor, eine gemeinsame progressive Allianz bei den vorgezogenen Parlamentswahlen 2024 zu bilden. Die Initiative wurde jedoch nicht aufgegriffen. Im Dezember 2023 wählte die Partei daraufhin ihre Liste für die Parlamentswahl. Spitzenkandidaten sind Inês Bravo Figueiredo und Luís Almeida Fernandes. Slogan der Kampagne ist „Volt, Paixão pelo bom senso“ (Volt, Leidenschaft für den gesunden Menschenverstand) und die Partei betont die Bedeutung, etwas gegen zunehmenden Extremismus und Populismus in der portugiesischen Politik unternehmen zu müssen. Am 13. Januar stellte die Partei ihr Programm vor, in dem sie insbesondere Lösungen für den Ausbau von ÖPNV, Klimaschutz, den Ausbau von sozialem Wohnungsbau und Gesundheitspolitik präsentiert.
Die Parteit trat in 21 von 22 Wahlbezirken an.
In einem Interview mit der Nachrichtenagentur Lusa im Februar 2024, erklärte die Spitzenkandidatin Inês Bravo Figueiredo, dass sie bereit sei, eine mögliche parlamentarische Mehrheit auf der linken, aber auch auf der rechten Seite zu unterstützen, schloss aber jegliche Zusammenarbeit mit rechtspopulistischen Parteien wie Chega oder der kommunistischen PCP aus und allen anti-europäischen Parteien.
Volt erreichte insgesamt 11.858 Stimmen, was 0,18 % bedeutet. Dieses Resultat reichte für keine Abgeordneten im Parlament. Das beste relative Ergebnis erreichte Volt mit 0,58 %im europäischen Wahlkreis.

### Europawahl 2024
Im Mai 2023 wählte Volt in Viseu ihre Spitzenkandidaten für die Europawahl 2024. Listenführer sind Rhia Lopes und Duarte Costa. Im Oktober 2023 wählte die Partei weitere 19 Kandidaten, womit die vollständige Liste nun 21 Kandidaten umfasst. Die Partei erzielte 0,24 %.

### Parlamentswahl 2025
Die Partei tritt bei der Parlamentswahl in 20 der 22 Wahlkreise an.

## Geschichte
Volt ist seit Dezember 2017 in Portugal präsent und plante wie andere nationale Ableger von Volt Europa in Portugal zunächst an der Europawahl teilzunehmen, scheiterte jedoch an den erforderlichen 7500 Unterstützer-Unterschriften. Am 9. Oktober 2019 reichte die Bewegung daraufhin über 9000 Unterschriften ein, um offiziell als Partei in Portugal anerkannt zu werden. Nach mehreren Verzögerungen und durch das Verfassungsgericht geforderten Änderungen der Satzung, fällte das Verfassungsgericht am 25. Juni 2020 endgültig die Entscheidung, Volt Portugal offiziell als Partei anzuerkennen. Damit ist Volt die 25. Partei des Landes und 14. registrierte als nationale Partei anerkannte Sektion von Volt Europa.
Aufgrund der Verzögerungen konnte die Partei anders als zunächst geplant nicht bei den Wahlen auf den Azoren im Herbst 2020 antreten.
Bei den Kommunalwahlen im September 2021 trat die Partei erstmals in ihrer Geschichte bei einer Wahl an und erhielt dabei ein Mandat in Coimbra. Der unabhängige Europaabgeordnete Francisco Guerreiro unterstützte die Partei bei den Kommunalwahlen. Auf der Generalversammlung von Volt Europa im Oktober 2021 gaben Volt und Guerreiro bekannt, dass der zurzeit unabhängige Europaabgeordnete der Partei nach Ablauf seines Mandats beitreten wird.
Im Januar 2022 trat die Partei erstmals bei nationalen Parlamentswahlen an. Sie erreichte 0,1 % und verfehlte ein Mandat. Wegen großer unregelmäßigkeiten bei der Briefwahl klagte die Partei und erreichte eine Wahlwiederholung in einem Wahlkreis.
Im Mai 2022 trat der Gründer und erste Präsident von Volt Portugal, Tiago Matos Gomes, zurück und aus der Partei aus. Als Grund gab er ideologische Differenzen zu anderen Mitgliedern an. Volts Nationalratspräsident Miguel Duarte übernahm als Interimspräsident die Präsidentschaft.
Am 25. und 26. Juni 2022 fand in Setúbal der 2. Nationale Kongress von Volt Portugal statt, auf dem die neuen internen Organe der Partei gewählt wurden. Ana Carvalho und Duarte Costa wurden zur Präsidentin und zum Vizepräsidenten gewählt, die die Nationale Politische Kommission leiten. Auf ihrem 3. nationalen Kongress am 21. Januar 2023 beschloss die Partei ein Modell der gemeinsamen Führung durch zwei Personen nicht gleichen Geschlechts als Parteivorsitzende in die Satzung aufzunehmen, welches sie bereits seit dem vorangegangenen Kongress verfolgte, womit sie die erste Partei in Portugal ist, die ein solches Modell eingeführt hat. Die Entscheidung muss jedoch noch durch das Verfassungsgericht bestätigt werden.
Im September 2024 wählte die Partei Duarte Costa und Inês Bravo Figueiredo als Co-Vorsitzende.